# آنجی کر
آنجی کر (انگلیسی: Angie Kerr؛ زادهٔ ۲۹ مارس ۱۹۸۵) بازیکن فوتبال اهل ایالات متحده آمریکا است.
از باشگاه‌هایی که در آن بازی کرده‌است می‌توان به اسکای بلو اف‌سی، آتلانتا بیت، و باشگاه فوتبال پورتلند تورنز اشاره کرد.
وی همچنین در تیم‌های ملی فوتبال United States women's national under-20 soccer team و زنان ایالات متحده آمریکا بازی کرده‌است.